# 蜘蛛巢城
《蜘蛛巢城》（日语：蜘蛛巣城(くものすじょう)）是日本知名導演黑澤明於1957年所執導的電影，根據英國莎士比亞的名作《馬克白》所改編。

## 劇情簡介
時值日本戰國時期，蜘蛛巢城城主都築國春（佐佐木孝丸飾）遭到下屬北館館主藤卷聯合鄰國「乾」謀反圍攻，眼見前線一至五砦紛紛失守或受困，都築與部下商議決定籠城拒敵。此時傳來捷報，一砦守將江鷲津武時與二砦守將三木義明擊退敵軍，成功解除了危機。
其後，鷲津武時（三船敏郎飾）與三木義明（千秋實飾）因功勛蒙獲都築召見，二人聯轡前往蜘蛛巢城。在大霧中二人於城外之蜘蛛手森林迷途，在如夢似幻間遭遇一位正在紡紗的謎樣老婆婆，並說出鷲津與三木將分別獲任北館館主與一砦大將職位，將來鷲津與三木之子又會先後成為蜘蛛巢城城主的預言。話說完老婆婆變消失無蹤，二人也順利走出迷霧，抵達城下。
果如老婆婆的預言，鷲津等二人獲得主公都築的賞賜，分別升任北館館主與一砦大將職位。由於前半段預言獲得驗證，遂使鷲津心有不安，在北館閑居時與其妻淺茅（山田五十鈴飾）聊到自己的顧慮。淺茅藉機慫恿夫君以下剋上，弒主取而代之，以避免三木先發制人將預言告知主公，使自己遭到剪除。兩人談話間，傳來主公以郊狩為由帶領大軍悄然抵達北館的消息。
鷲津急忙出迎，才知主公讓三木留守蜘蛛巢城，自己則親率大軍準備對鄰國乾發動突襲。鷲津退下後，其妻向之陳述自己的臆測，認為主公這次針對鷲津而來，故即將大禍臨頭。焦慮的鷲津聽信淺茅之言，在主公下榻時合謀下藥迷昏門外的守衛，由鷲津入內刺殺主公。混亂之間，主公都築的另一名下屬小田倉則安（志村喬飾）急忙保護其嫡男國丸（太刀川洋一飾）出亡。
以下弒上的鷲津在三木的擁護下成為蜘蛛巢城城主，復因膝下無嗣而讓三木的嫡子義照出繼為養子。但因淺茅太執著於謎樣老婆婆的預言內容，認為三木義照將會步上弒主的後塵，她將這層憂慮告訴鷲津。加上淺茅告知已懷有其身孕，鷲津遂決定先發制人，暗中差遣刺客暗殺三木與其子，但後者順利脫逃。
後來淺茅流產，三木義照復聯合前主公嫡子國丸、老臣小田倉舉旗來攻，前線一、二砦陸續傳來遭到圍城，惡劣的局勢讓鷲津憂慮不已。他想起了蜘蛛手森林裡的謎樣老婆婆，隻身匹馬前往訪覓。他終於再度遇到老婆婆，並獲得了「除非蜘蛛手森林移動，否則鷲津不可能被打敗」的預言。獲得新預言的鷲津十分開心，回城告知其妻，並鼓舞了士氣低落的士兵堅定守城。是夜大霧中，蜘蛛手森林傳來斤斧伐伐之聲，林梢上群鳥飛入蜘蛛巢城，想不到森林竟然移動了。眼見此奇觀的守軍因此士氣崩潰，竟然朝著主公鷲津射箭，企圖取下其首級向城外敵軍投降。最後鷲津遭到亂箭穿身而亡，而移動的蜘蛛手森林乃因小田倉則安獻計，命令士兵砍下樹枝綁在身上當作盾牌護衛自己。

## 演員
- 鷲津武時：三船敏郎
- 鷲津淺茅：山田五十鈴
- 小田倉則保：志村喬
- 三木義照：久保明（日语：久保明）
- 都築國丸：太刀川洋一（日语：太刀川寛）
- 三木義明：千秋實
- 都築國春：佐佐木孝丸（日语：佐々木孝丸）
- 老女：三好榮子（日语：三好栄子）
- 謎樣老婆婆：浪花千榮子
- 鷲津部下：土屋嘉男、清水元（日语：清水元）、大友伸（日语：大友伸）、藤木悠（日语：藤木悠）、堺左千夫（日语：堺左千夫）
- 幽靈武士：木村功（日语：木村功）、宮口精二（日语：宮口精二）、中村伸郎（日语：中村伸郎）

## 拍攝製作人員
- 製片：黑澤明、本木莊二郎（日语：本木荘二郎）
- 導演：黑澤明
- 脚本：小國英雄（日语：小国英雄）、橋本忍、菊島隆三（日语：菊島隆三）、黑澤明
- 原著：威廉·莎士比亞《馬克白》
- 攝影：中井朝一
- 美術：村木與四郎
- 錄音：矢野口文雄
- 燈光：岸田九一郎
- 美術監修：江崎孝坪
- 配樂：佐藤勝
- 助理導演：野長瀨三摩地
- 特殊技術：圓谷英二、東寶特殊技術部
- 製作擔當者：根津博
- 流鏑馬指導：金子家教（大日本弓馬會範士）、遠藤武（大日本弓馬會教士）

## 與馬克白角色、情境之對應關係
- 都築國春：蘇格蘭王鄧肯。
- 鷲津武時：葛萊密斯勳爵馬克白。
- 三木義明：班柯。
- 三木義照：弗里恩斯。
- 淺茅：馬克白夫人。
- 叛軍藤卷：麥克唐華德。
- 謎樣老婆婆：石南樹叢的三位女巫。
- 都築國丸：鄧肯的二子馬爾康與道納。
- 小田倉則保：費輔勳爵麥克德夫。
- 移動的森林：馬克白不會被任何婦人所生之人殺死；但麥克德夫沒有足月就剖腹生下，並不算婦人所生，所以他能手刃馬克白。
- 三木義照成為城主的預言：對應班柯的子孫將要君臨一國的預言；但實際上國位由馬爾康復辟，而將來的英國國王詹姆士一世則據稱是班柯的子孫。

## 拍攝軼聞
- 在製作花絮提到，片尾的弓射鏡頭全是真實射擊，是黑澤明專門找來日本的弓射高手來完成這一連串的射擊鏡頭。

## 得獎紀錄
- 1957年度里斯本電影節特別獎
- 第1屆倫敦電影節最具獨創電影獎
- 第8屆藍絲帶獎第7名
- 第8屆藍絲帶獎技術獎（美術）：村木與四郎
- 第1屆日本電影技術獎美術獎：村木與四郎
- 文部科學省文化廳藝術選獎（日语：芸術選奨）：山田五十鈴
- 第12屆每日電影獎男主角獎：三船敏郎
- 第12屆每日電影獎美術獎：村木與四郎
- 1957年度電影旬報十佳獎第4名
- 1957年度電影旬報女主角獎：山田五十鈴
- 1974年度洛杉磯國際電影獎

## 外部連結
- 互联网电影数据库（IMDb）上《Throne of Blood》的资料（英文）
- （日語）Throne of Blood （页面存档备份，存于）